# Mattias Norström
Erik Johan Mattias Norström (Stoccolma, 2 gennaio 1972) è un ex hockeista su ghiaccio svedese.

## Carriera
In NHL ha indossato le maglie di New York Rangers (1993/94, 1994-1996), Los Angeles Kings (1995-2004, 2005-2007) e Dallas Stars (2006-2008).

## Palmarès

### Olimpiadi invernali
- 1 medaglia:
  - 1 bronzo (Hockey a Salt Lake City 2002)

### Mondiali
- 3 medaglie:
  - 1 oro (Svizzera 1998)
  - 2 argenti (Finlandia 1997; Finlandia 2003)

### World Cup
- 1 medaglia:
  - 1 bronzo (1996)